# Sérgio Sant’Anna

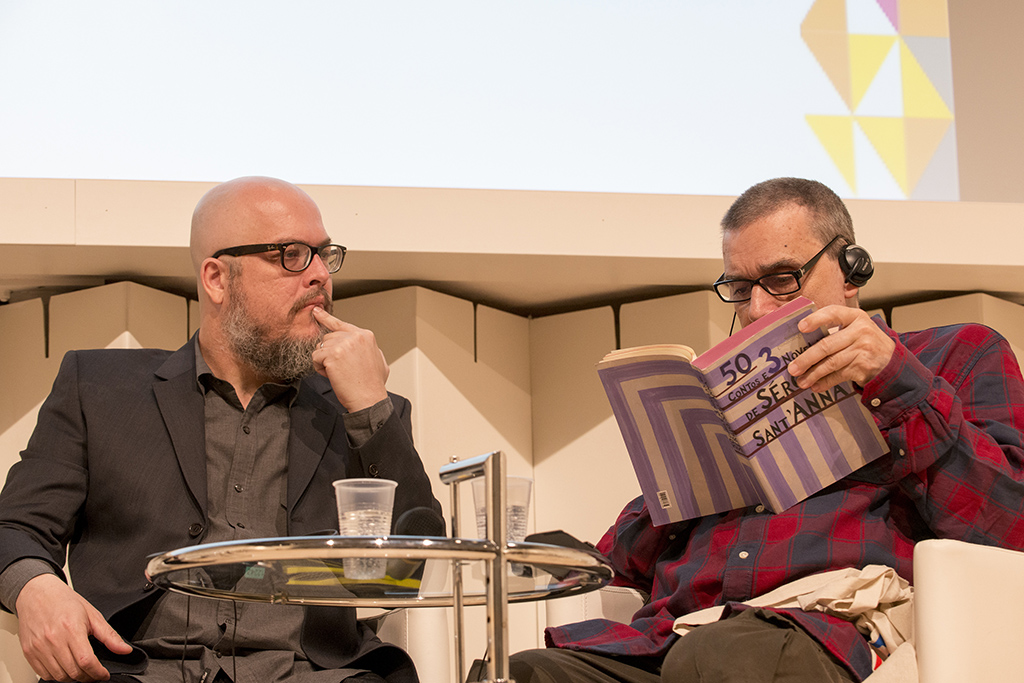
Sérgio Sant’Anna, Frankfurter Buchmesse 2013

Sérgio Andrade Sant’Anna e Silva (* 30. Oktober 1941 in Rio de Janeiro; † 10. Mai 2020 ebenda) war ein brasilianischer Schriftsteller.

## Leben
Sérgio Sant’Anna studierte an der Juristischen Fakultät der Universidade Federal de Minas Gerais (UFMG) in Belo Horizonte mit Abschluss 1966, dem sich 1967 ein Postgraduiertenstudium am Institut für Politikwissenschaften der Universität von Paris anschloss. Von 1972 bis 1975 erlangte er die Lehrbefähigung als Professor für Kommunikationswissenschaft an der Katholischen Universität von Minas Gerais, worauf von 1977 bis 1990 eine Lehrtätigkeit an der Escola de Comunicação der Universidade Federal do Rio de Janeiro (UFRJ) folgte. Nach 1990 begann er, sich ganz der Literatur zu widmen und war auch als Kolumnist für verschiedene Zeitungen tätig.
Sant’Anna schrieb Romane, Kurzgeschichten, Theaterstücke und Gedichte. Seine Werke wurden u. a. ins Deutsche, Englische, Französische, Italienische, Spanische und Tschechische übersetzt. Der mehrfache Prêmio-Jabuti-Preisträger veröffentlichte ab 1987 in dem renommierten Verlag Companhia das Letras in São Paulo; in Deutschland wurde die erste Übersetzung seiner Werke, Amazona in der Übersetzung von Frank Heibert, 1992 im Berliner Verlag Edition diá verlegt.
Sant’Anna starb im Mai 2020 im Alter von 78 Jahren, nachdem er mit Symptomen von COVID-19 in das Krankenhaus Quinta D’Or in Rio de Janeiro eingeliefert worden war.

## Veröffentlichungen
- 1969 O sobrevivente. Minas Gráfica, Belo Horizonte. (Erzählungen)
- 1973 Notas de Manfredo Rangel, repórter (a respeito de Kramer). Civilização Brasileira, Rio de Janeiro. (Erzählungen)
- 1975 Confissões de Ralfo. Civilização Brasileira, Rio de Janeiro. (Roman)
- 1977 Simulacros. Civilização Brasileira, Rio de Janeiro. (Roman)
- 1982 O concerto de João Gilberto no Rio de Janeiro. Editora Ática, São Paulo. (Erzählungen)
- 1986 Amazona. Editora Nova Fronteira, Rio de Janeiro. (Roman)
  - Deutsche Ausgabe: Amazone. Aus dem brasilianischen Portugiesisch von Frank Heibert. Berlin: Edition diá 1992. Neuausgabe: Fischer, Frankfurt a. M. 1997, ISBN 3-596-12645-2; E-Book: Edition diá 2013, ISBN 978-3-86034-531-3 (Epub), ISBN 978-3-86034-631-0 (Mobi)
- 1987 A tragédia brasileira. Companhia das Letras, São Paulo
- 1989 A Senhorita Simpson. Companhia das Letras, São Paulo. (Erzählungen)
- 1991 Breve história do espírito. Companhia das Letras, São Paulo. (Erzählungen)
  - Deutsche Ausgabe: Das kosmische Ei. Drei Erzählungen. Aus dem brasilianischen Portugiesisch von Frank Heibert. Neuausgabe: Suhrkamp Taschenbuch Verlag, Frankfurt a. M. 1994; E-Book: Edition diá, Berlin 2013, ISBN 978-3-86034-533-7 (Epub), ISBN 978-3-86034-633-4 (Mobi)
- 1994 O monstro. Companhia das Letras, São Paulo. (Erzählungen)[2]
- 1997 Um crime delicado. Companhia das Letras, São Paulo. (Roman)
  - Deutsche Ausgabe: Die Wahrheit über den Fall Antônio Martins. Aus dem brasilianischen Portugiesisch von Enno Petermann. Fischer Taschenbuch Verlag, Frankfurt a. M. 1999; E-Book: Edition diá 2013, ISBN 978-3-86034-534-4 (Epub), ISBN 978-3-86034-634-1 (Mobi)
- 1997 Contos e novelas reunidas. Companhia das Letras, São Paulo
- 2003 O voo da madrugada. Companhia das Letras, São Paulo. (Erzählungen)
- 2011 O livro de Praga. Narrativas de amor e arte. Companhia das Letras, São Paulo. (Erzählungen)

## Auszeichnungen
- 1982 Prêmio Jabuti für O concerto de João Gilberto no Rio de Janeiro
- 1986 Prêmio Jabuti für Amazona
- 1988 Prêmio Jabuti für Um crime delicado (bester Roman)
- 2003 Prêmio Jabuti für O voo da madrugada (bester Kurzgeschichtenband)
- Auszeichnung des Kunstkritikerverbands Associação Paulista de Críticos de Arte
- 2011 Prêmio Clarice Lispector der Fundação Biblioteca Nacional für O livro de Praga